# Oxycoleus cyaneus
Oxycoleus cyaneus là một loài bọ cánh cứng trong họ Cerambycidae.